# Adam Pardy
Adam Pardy (* 29. März 1984 in Bonavista, Neufundland) ist ein ehemaliger kanadischer Eishockeyspieler, der im Verlauf seiner aktiven Karriere zwischen 2003 und 2019 unter anderem 350 Spiele für die Calgary Flames, Dallas Stars, Buffalo Sabres, Winnipeg Jets, Edmonton Oilers und Nashville Predators in der National Hockey League auf der Position des Verteidigers bestritten hat.

## Karriere

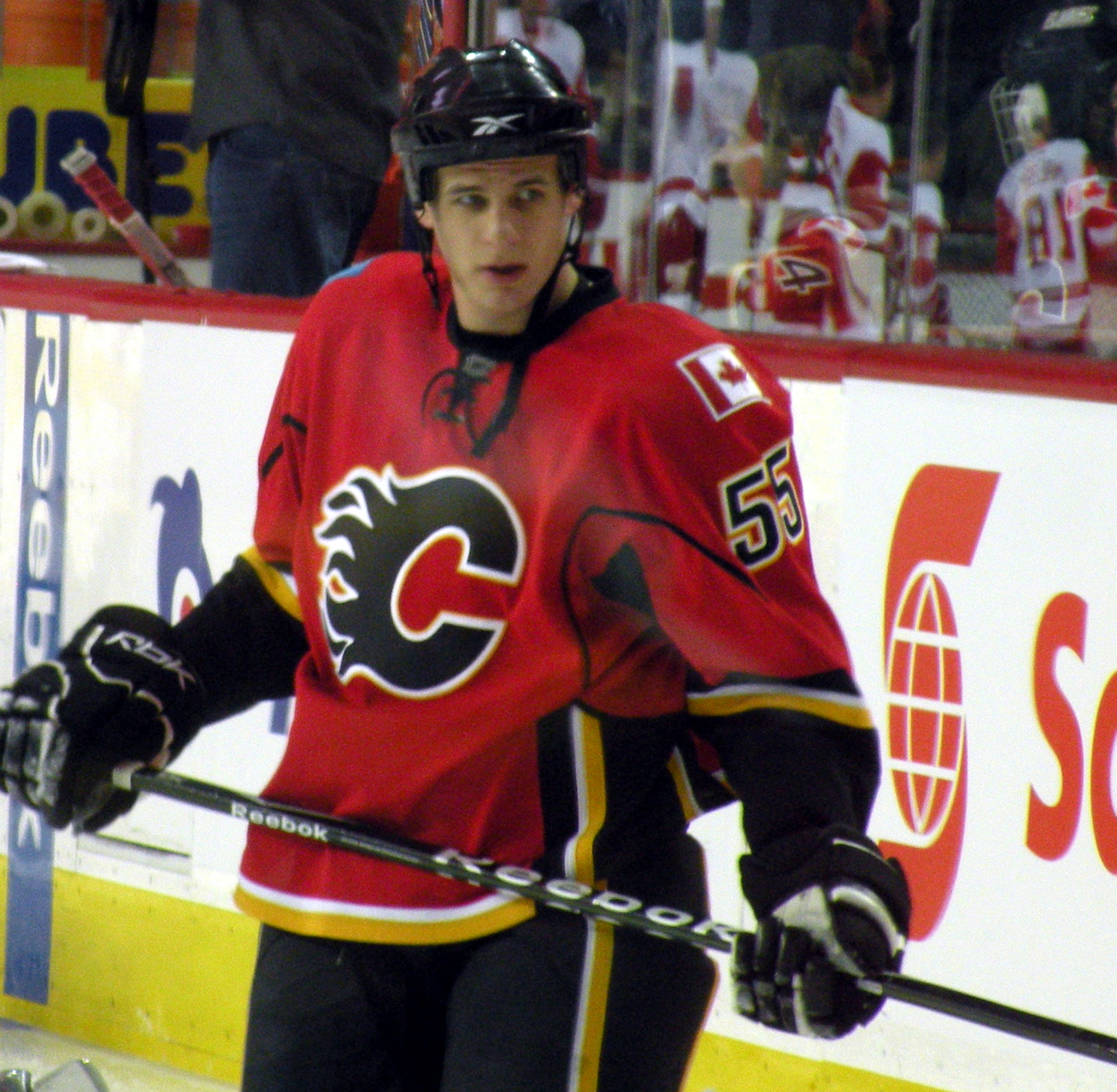
Pardy im Trikot der Calgary Flames

Adam Pardy startete seine Karriere als Eishockeyspieler in der Saison 2002/03 bei den Cape Breton Screaming Eagles aus der Ligue de hockey junior majeur du Québec, für die er insgesamt drei Jahre lang aktiv war. Während des NHL Entry Draft 2004 wurde der Verteidiger in der sechsten Runde als 173. Spieler insgesamt von den Calgary Flames ausgewählt.
In der Saison 2005/06 erhielt Pardy einen Platz im Farmteam der Flames, den Omaha Ak-Sar-Ben Knights aus der American Hockey League (AHL). In der gleichen Spielzeit bestritt Pardy zudem 41 Spiele für die Las Vegas Wranglers aus der ECHL. Obwohl er im Dezember 2007 zweimal in den NHL-Kader der Flames berufen wurde, kam er nicht zum Einsatz. Sein Debüt in der National Hockey League gab Pardy am 9. Oktober 2008 im ersten Saisonspiel der Flames gegen die Vancouver Canucks.
Am 1. Juli 2011 erhielt er als Free Agent einen Kontrakt bei den Dallas Stars. Nachdem er die darauffolgende Spielzeit im Dress der Buffalo Sabres verbracht hatte, unterzeichnete Pardy im Juli 2013 einen Einjahresvertrag bei den Winnipeg Jets. Dieser wurde zweimal verlängert, ehe Pardy im Februar 2016 über den Waiver zum Farmteam der Jets geschickt werden sollte und dabei von den Edmonton Oilers verpflichtet wurde. In Edmonton beendete der Verteidiger die Saison 2015/16, erhielt jedoch keinen weiterführenden Vertrag.
Nachdem ein Probetraining bei den Florida Panthers nicht erfolgreich verlaufen war, nahmen ihn die Springfield Thunderbirds, das Farmteam der Panthers aus der AHL, im Oktober 2016 unter Vertrag. Nur knapp zwei Wochen später gaben ihn die Thunderbirds in einem mehrere Spieler umfassenden Tauschgeschäft innerhalb der Liga an die Milwaukee Admirals ab. Bei den Admirals wiederum überzeugte Pardy mit seinen Leistungen, sodass ihn die Nashville Predators im November 2016 auch mit einem NHL-Vertrag ausstatteten. Dieser lief im Juli 2017 ohne Verlängerung aus. Erst Anfang Januar 2018 fand der Kanadier im Frölunda HC aus der Svenska Hockeyligan einen neuen Arbeitgeber. Dort beendete er die Spielzeit und schloss sich daraufhin den Newfoundland Growlers aus der ECHL an. Mit den Growlers gewann der 35-Jährige zum Abschluss seiner Karriere den Kelly Cup.

## Erfolge und Auszeichnungen
- 2008 Teilnahme am AHL All-Star Classic
- 2019 Kelly-Cup-Gewinn mit den Newfoundland Growlers

## Karrierestatistik
(Legende zur Spielerstatistik: Sp oder GP = absolvierte Spiele; T oder G = erzielte Tore; V oder A = erzielte Assists; Pkt oder Pts = erzielte Scorerpunkte; SM oder PIM = erhaltene Strafminuten; +/− = Plus/Minus-Bilanz; PP = erzielte Überzahltore; SH = erzielte Unterzahltore; GW = erzielte Siegtore; 1 Play-downs/Relegation; Kursiv: Statistik nicht vollständig)